# Melinda gentilis
Melinda gentilis este o specie de muște din genul Melinda, familia Calliphoridae, descrisă de Robineau-desvoidy în anul 1830. Conform Catalogue of Life specia Melinda gentilis nu are subspecii cunoscute.